# Ozirhincus tanaceti
Ozirhincus tanaceti är en tvåvingeart som först beskrevs av Jean-Jacques Kieffer 1889.  Ozirhincus tanaceti ingår i släktet Ozirhincus och familjen gallmyggor. Inga underarter finns listade i Catalogue of Life.